# Битка код Пенанга
Битка код Пенанга (енгл. Battle of Penang), вођена 28. октобра 1914, била је поморска битка у Индијском океану током Првог светског рата, у којој је немачка крстарица Емден уништила једну руску крстарицу и један француски разарач.

## Позадина
Пошто ју је почетак Првог светског рата затекао на Далеком истоку, немачка крстарица Емден је по наређењу адмирала Максимилијана фон Шпеа упућена у Индијски океан, где је водила успешан крстарички рат од средине септембра до краја октобра 1914, потопивши 15 трговачких бродова. Крстарицом је командовао капетан фрегате Карл Милер.

## Битка
У свитање 28. октобра Емден је извршио препад на луку Пенанг на Малајском полуострву. У луци су се затекли једна руска и једна француска крстарица, као и два француска разарача. Руска  крстарица Бисер (рус. Жемчуг) је затечена неспремна: капетан је био на обали, парна машина у квару, а артиљерија без посаде и муниције, са само по 6 граната за сваки топ. Емден без отпора ушао у луку, маскиран као британска крстарица, а затим је подигао ратну заставу и из непосредне близине (са 200-300 м) запалио Бисер својом артиљеријом, а затим га потопио својим торпедима. Руска посада успела је да испали свега неколико топова, без погодака. Не обазирући се на паљбу преостале француске крстарице и разарача, Емден је излазећи из луке својим топовима потопио и француски разарач Мускета (фр. Mousquet), не претрпевши притом никаквих оштећења.

## Последице
Без икаквих губитака, Емден је у кратком окршају уништио једну руску крстарицу и један француски разарач. Немачка крстарица је спасла 33 преживела са разарача Мускета. Заробљене француске морнаре Емден је два дана касније пребацио на један заробљени британски пароброд, а затим их пустио на слободу.
Немачка победа била је крстког века: Емден је потопљен само 12 дана касније, у бици код Кокосових острва.